# Weihai
Weihai (léase Uéi-jái; en chino, 威海; pinyin, Wēihǎi; literalmente, ‘mar wei’) es una ciudad portuaria en el golfo de Bohai, en el noreste de la provincia de Shandong, en la República Popular China. 
Ocupa un área de 5436 km² y tiene una población de casi 2 500 000 de habitantes (2004). La temperatura media de la ciudad es de 12,7 °C. Su clima es moderado, con estaciones bien diferenciadas. 
Se encuentra rodeada por el mar y su bahía está protegida por la Isla de Liugong (刘公岛; pinyin liu gong dao). El puerto fue con anterioridad la base de la flota china de Beiyang durante la dinastía Qing. 
La ciudad formaba parte de un territorio de 740 km² llamado Weihaiwei, que fue cedido al Reino Unido entre 1898 y 1930. En la actualidad es un destacado puerto comercial y pesquero. 
Dispone de una importante flota pesquera que explota los más de 1000 kilómetros de costa de la ciudad. En sus aguas se encuentran más de 300 especies diferentes entre las que destacan las gambas, los pepinos de mar, algas y diversos crustáceos.
Weihai tiene yacimientos de granito así como minas de oro, hierro, cobre y cinc. Las principales industrias de la ciudad son las químicas, textiles, de maquinaria, seda y plásticos. Weihai es también un importante productor de cacahuetes, grano y fruta. La ciudad es también una de las principales productoras de alfombras del país.

## Administración
La ciudad prefectura de Weihai se divide en 2 distritos y 2 ciudades:
- Distrito Huancui (环翠区)
- Distrito Wendeng (文登区)
- Ciudad Rongcheng (荣成市)
- Ciudad Rushan (乳山市)

-Estas se administran en 66 divisiones menores que incluyen 52 villas y 14 subdistritos.

## Geografía
Weihai se encuentra en la costa norte-oriental de Shandong y su área administrativa incluye el extremo oriental de la península de Shandong. La ciudad está rodeada por el mar en tres lados. 

## Clima
Weihái se encuentra en una zona de transición entre el clima subtropical y el continental húmedo que está fuertemente influenciado por el mar Amarillo que la rodea y retrasa el calentamiento y el enfriamiento de la primavera a otoño por un mes. La temperatura diurna promedio durante todo el año es de tan sólo 6,73 °C, los inviernos son fríos y secos, pero es más caliente que lugares situados a la misma latitud, la temperatura media en enero es de -0,9 °C, mientras los veranos son calurosos y húmedos a un promedio en agosto de 24,7 °C, siendo la media anual de 12,48 °C. Más de dos tercios de la precipitación anual se produce a partir de junio a septiembre, y hay cerca de 2540 horas de sol al año.
| Parámetros climáticos promedio de Weihai (1971–2000) | Parámetros climáticos promedio de Weihai (1971–2000) | Parámetros climáticos promedio de Weihai (1971–2000) | Parámetros climáticos promedio de Weihai (1971–2000) | Parámetros climáticos promedio de Weihai (1971–2000) | Parámetros climáticos promedio de Weihai (1971–2000) | Parámetros climáticos promedio de Weihai (1971–2000) | Parámetros climáticos promedio de Weihai (1971–2000) | Parámetros climáticos promedio de Weihai (1971–2000) | Parámetros climáticos promedio de Weihai (1971–2000) | Parámetros climáticos promedio de Weihai (1971–2000) | Parámetros climáticos promedio de Weihai (1971–2000) | Parámetros climáticos promedio de Weihai (1971–2000) | Parámetros climáticos promedio de Weihai (1971–2000) |
| Mes                                                  | Ene.                                                 | Feb.                                                 | Mar.                                                 | Abr.                                                 | May.                                                 | Jun.                                                 | Jul.                                                 | Ago.                                                 | Sep.                                                 | Oct.                                                 | Nov.                                                 | Dic.                                                 | Anual                                                |
| ---------------------------------------------------- | ---------------------------------------------------- | ---------------------------------------------------- | ---------------------------------------------------- | ---------------------------------------------------- | ---------------------------------------------------- | ---------------------------------------------------- | ---------------------------------------------------- | ---------------------------------------------------- | ---------------------------------------------------- | ---------------------------------------------------- | ---------------------------------------------------- | ---------------------------------------------------- | ---------------------------------------------------- |
| Temp. máx. media (°C)                                | 2.0                                                  | 3.4                                                  | 8.5                                                  | 16.0                                                 | 21.6                                                 | 25.5                                                 | 27.8                                                 | 27.8                                                 | 24.4                                                 | 19.1                                                 | 11.8                                                 | 5.2                                                  | 16.1                                                 |
| Temp. mín. media (°C)                                | −3.4                                                 | −2.5                                                 | 1.3                                                  | 7.5                                                  | 12.8                                                 | 17.7                                                 | 21.3                                                 | 22.0                                                 | 18.2                                                 | 12.4                                                 | 5.5                                                  | −0.5                                                 | 9.4                                                  |
| Precipitación total (mm)                             | 12.9                                                 | 12.2                                                 | 17.8                                                 | 36.1                                                 | 49.0                                                 | 74.5                                                 | 132.6                                                | 175.7                                                | 79.9                                                 | 37.3                                                 | 29.9                                                 | 22.1                                                 | 680.0                                                |
| Días de precipitaciones (≥ 0.1 mm)                   | 6.5                                                  | 5.1                                                  | 4.6                                                  | 5.8                                                  | 6.9                                                  | 7.9                                                  | 11.5                                                 | 10.2                                                 | 6.9                                                  | 6.4                                                  | 7.8                                                  | 8.2                                                  | 87.8                                                 |
| Fuente: Weather China                                |                                                      |                                                      |                                                      |                                                      |                                                      |                                                      |                                                      |                                                      |                                                      |                                                      |                                                      |                                                      |                                                      |

## Ciudades hermanadas
Weihai está hermanada con las siguientes ciudades del mundo:
- Cheltenham, Reino Unido (21 de mayo de 1987)
- Ube, Japón (18 de mayo de 1992)
- Santa Bárbara, Estados Unidos (8 de diciembre de 1994)
- Sochi, Rusia (18 de octubre de 1996)
- Biella, Italia (22 de octubre de 1996)
- Timaru, Nueva Zelanda (30 de julio de 1998)
- Brazzaville, República del Congo (24 de mayo de 2004)
- Manzanillo, México